# Кућа народног хероја Милана Благојевића
Кућа народног хероја Милана Благојевића се налази у Наталинцима, на територији општине Топола. Кућа представља непокретно културно добро као споменик културе, решењем Завода за заштиту споменика културе Крагујевац бр. 17/1 од 18. априла 1975. године.
Кућа Милана Благојевића је мала приземна зграда у којој је рођен, састоји се од две собе. Испод трема на њеној предњој фасади се налази спомен плоча.